# Pueblo buriato
Los buriatos (en buriato: буряад; en ruso: буряты) son un grupo étnico mongol, el grupo étnico más grande de Siberia. Están concentrados principalmente en la República de Buriatia (una de las repúblicas de la Federación Rusa) y en dos distritos: Buriatos de Agá y Buriatos de Ust-Ordá. Tradicionalmente son considerados el principal subgrupo septentrional de los mongoles.
Los buriatos comparten muchos hábitos y rasgos con otros mongoles, incluyendo el pastoreo nómada y la construcción de yurtas. Hoy en día la mayoría de los buriatos habitan en la ciudad de Ulán-Udé, capital de la república. Su lengua es el buriato, de la familia de lenguas mongólicas.

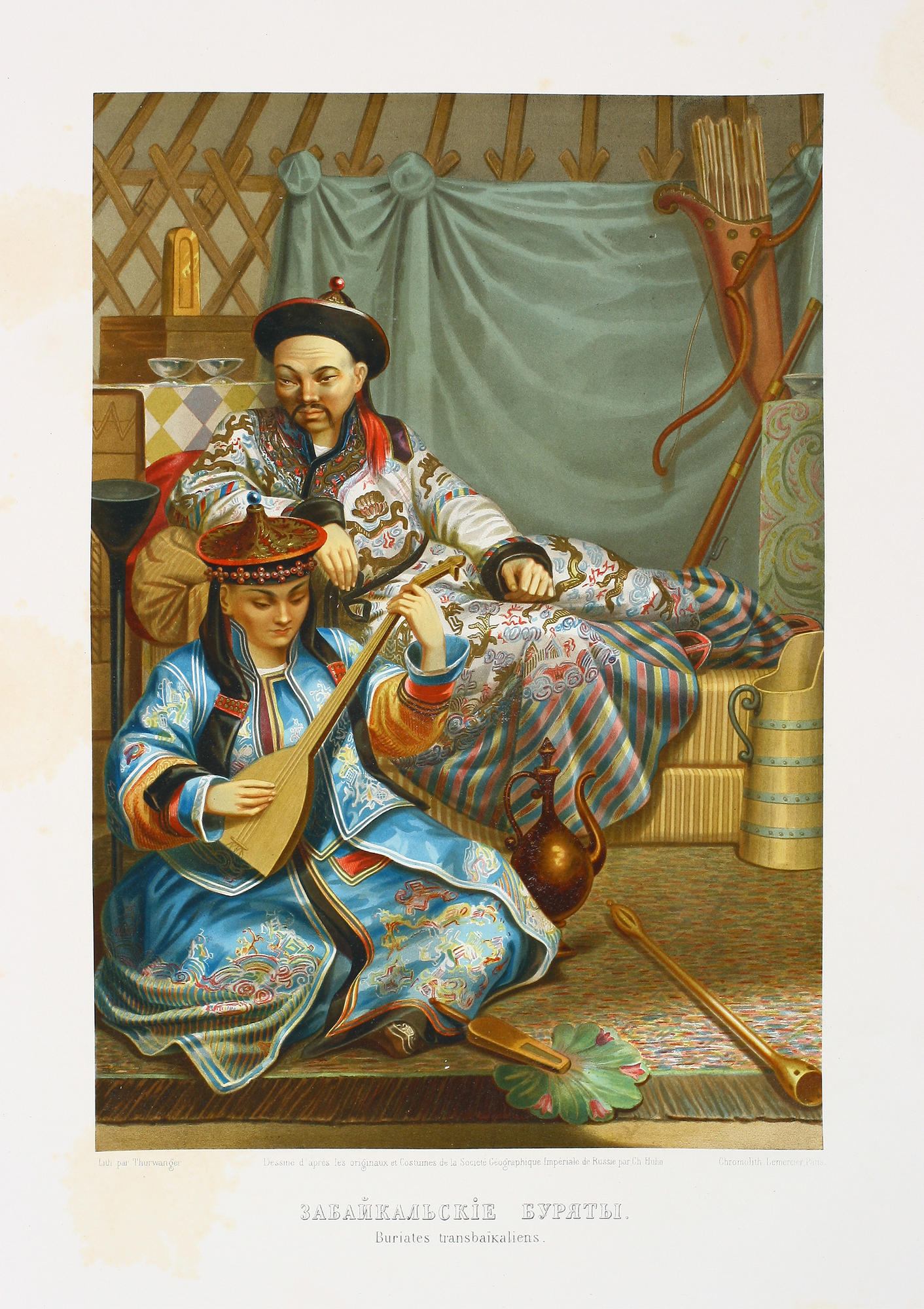
Pintura de 1840

El nombre "buriato" es mencionado por primera vez en el libro Historia secreta de los mongoles. La consolidación de las tribus y grupos tuvo lugar bajo las condiciones del gobierno ruso. Su terreno y población fueron anexionados en el Imperio ruso mediante tratados en 1689 y 1728, cuando las tierras en ambas márgenes del lago Baikal fueron separadas de Mongolia. Desde la mitad del siglo XVII hasta finales del siglo XX, la población ha pasado de 27.700 a 300.000 individuos.

## Personajes de origen buriato
- Yuri Yejanúrov, primer ministro de Ucrania de 2005 a 2006
- Yul Brynner, actor ruso
- Irina Pantáyeva, actriz
- Lavr Kornílov, general ruso